# Sedmnáct zastavení jara
Sedmnáct zastavení jara (v ruském originále Семнадцать мгновений весны) je sovětský televizní seriál prvně vysílaný v roce 1973. Vznikl na motivy knižní série Juliana Semjonova, která začala vycházet v roce 1970.
Seriál pojednává o tajném agentovi sovětské zpravodajské služby Maximu Isajevovi, který jakožto Otto von Stierlitz pracoval za druhé světové války v nacistickém Německu. Seriál má, navzdory názvu, dvanáct dílů, vysílány byly od 11. do 24. srpna 1973. Režírovala ho Taťjana Lioznova a hlavní roli hrál Vjačeslav Tichonov. Semjonovovy knihy i seriál byly inspirovány skutečnými událostmi. Všechny postavy, s nimiž Stierlitz v seriálu přijde do styku, byly reálnými historickými osobnostmi, Hitlera ztvárnil Fritz Diez.
Předobrazem hlavní postavy seriálu i Semjonovových knih byl Anatolij Gurevič, sovětský agent, člen proslulé „Rudé kapely“, tedy špionážní sítě KGB působící během druhé světové války v Belgii, Francii, Nizozemsku a Německu. Gurevič se po válce stal obětí stalinských represí, byl odsouzen k 20 letům, za údajnou vlastizradu. Rehabilitován byl roku 1991.
Roku 2009 byl seriál kolorován a takto nově uveden na obrazovky, což vzbudilo kontroverze.

## Specifikace zpravodajské služby
Hlavní hrdina příběhu, plukovník Maxim Isajev, je v populární a filmové literatuře běžně zmiňován jako „tajný agent KGB“. V samotném seriálu se taková explicitní formulace ale neobjevuje. Navíc je to údaj historicky zcestný. Výbor státní bezpečnosti (KGB) vznikl teprve v roce 1954.